# Černyševskaja (stanice metra v Petrohradu)
Černyševskaja (rusky Чернышевская) je stanice petrohradského metra. Je jednou ze stanic postavených v prvních etapách budování podzemní dráhy, otevřena byla 1. června 1958. Pojmenována je po nedalekém Prospektu Černyševského. Její projektový název je Kiročnaja.

## Charakter stanice
Stanice se nachází na Kirovsko-Vyborské lince, v její centrální části. Je založená velice hluboko pod zemí (70 m), této hloubce také odpovídají i pilíře (Černyševskaja je trojlodní ražená pilířová stanice), které jsou velmi masivní. Výstup má stanice jeden, vede do rozsáhlého povrchového vestibulu. Nástupiště je s ním spojeno tříramennými hlubinnými eskalátory.
Architektonické ztvárnění Černyševské ukazuje na přechod od stalinistického období k spartánskosti 60. let; obklad stanice tvoří šedý mramor u prostupů a bílé dlaždice jsou pak na stěnách za kolejemi. Vestibul zdobí reliéf s portrétem N. G. Černyševského, po němž je pojmenován jak prospekt, tak stanice metra. Celá stanice je ve velmi dobrém stavu a působí čistým dojmem; k oslavám 300 let od založení Petrohradu prošla rozsáhlou rekonstrukcí.